# Josip Manolić
Josip Manolić, né le 22 mars 1920 à Kalinovac  (royaume des Serbes, Croates et Slovènes, aujourd'hui en Croatie) et mort le 15 avril 2024 à Zagreb (Croatie), est un homme politique croate, Premier ministre de la République de Croatie du 24 août 1990 au 27 juillet 1991.

## Biographie
Pendant la Seconde Guerre mondiale, Josip Manolić rejoint le Parti communiste de Yougoslavie et les Partisans. Après la guerre, il occupe un poste élevé au département de la sécurité nationale dans la nouvelle République socialiste de Yougoslavie.
Après le printemps croate, Josip Manolić devient un dissident et rejoint Franjo Tuđman avec qui il fonde en 1989 l'Union démocratique croate (HDZ). En mai 1990, après la victoire de son parti aux premières élections législatives libres en Croatie, il est nommé vice-président de la République. Le 24 août suivant, il devient Premier ministre, en remplacement de Stjepan Mesić, désigné représentant croate à la présidence collégiale de la Yougoslavie.
Il quitte la direction du gouvernement au début de la guerre de Croatie, le 17 juillet 1991, et rejoint le « Bureau de protection de l'ordre constitutionnel » (Ured za zaštitu ustavnog poretka) qui coordonne les actions des forces de sécurité croate. Il quitte ce poste en 1993 pour celui de président de la Chambre des comitats, la chambre haute du Parlement croate.
En 1995, Manolić et Mesić quittent l'Union démocratique croate (HDZ) pour former les Démocrates indépendants croates (Hrvatski nezavisni demokrati - HND) mais échouent à accéder au pouvoir au niveau national.